# Аштон Гейт (стадион)
Аштон Гейт (англ. Ashton Gate) — стадион в Аштон Гейт, Бристоль, Англия. Является домашним стадионом для футбольного клуба «Бристоль Сити» и регбийного клуба «Бристоль». Расположен на юго-западе города к югу от реки Эйвон. Вмещает 27 тысяч зрителей.

## История
«Аштон Гейт» был домашним стадионом клуба «Бедминстер» до его объединения в 1900 году с клубом «Бристоль Сити», выступавшего до этого на стадионе «Сент-Джонс Лейн». Объединённый «Бристоль Сити» играл на «Сент-Джонс Лейн» до 1904 года, после чего окончательно переехал на «Аштон Гейт».

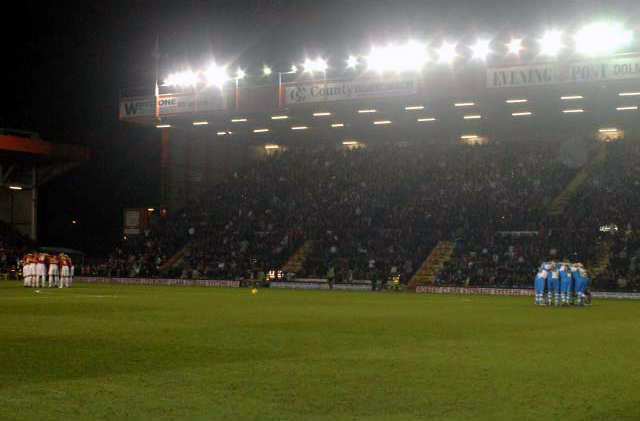
Трибуна Долмана в бристольском дерби

Также на стадионе с 1920-х годов играл местный регбийный клуб, «Бристоль». 27 декабря 2006 года на «Аштон Гейт» «Бристоль» обыграл в дерби клуб «Бат» со счётом 16:6, установив рекорд посещаемости матчей Премьершипа: больше зрителей на регбийных матчах собирал только «Туикенем». Также на стадионе проводились международные матчи по регби, начиная с матча между сборными Англии и Уэльса в 1899 году. 100 лет спустя на стадионе прошла игра между Олл Блэкс и сборной Тонга.
На «Аштон Гейт» также прошли два матча сборной Англии до 21 года: 21 августа 2007 года англичане сыграли против Румынии (на матче было 18 640 зрителей), а 10 августа 2010 года они приняли команду Узбекистана (9821 зритель).

### Структура стадиона

#### Трибуна Лансдауна
Западная трибуна, реконструированная к началу сезона 2016/17, была переименована в трибуну Лансдауна (Lansdown Stand) в честь мажоритарного акционера клуба Стивена Лансдауна, который профинансировал реконструкцию стадиона. Трибуна Лансдауна является крупнейшей на стадионе и вмещает 11 000 зрителей. Она состоит из двух ярусов, также в ней расположены VIP-ложи. На крыше трибуны Лансдауна установлены солнечные панели мощностью 117 кВт-пик, покрывающие часть энергозатрат всего стадиона. Под трибуной находятся раздевалки и офисные помещения.

#### Трибуна Долман
Трибуна Долман (Dolman Stand), которая расположена напротив трибуны Лансдауна, была построена в 1970 году. Летом 2007 года изначальные деревянные сиденья на верхнем ярусе были заменены на современные пластиковые. Трибуна названа в честь экс-председателя и президента «Бристоль Сити» Гарри Долмана. Летом 2015 года трибуна была реконструирована, после чего её вместимость составила около 6200 зрителей.

#### Трибуна Атиео
Трибуна Атиео является самой маленькой на стадионе и вмещает около 4200 зрителей. Она была возведена в 1994 году на месте открытой террасы. Под трибуной до сих пор находятся старые раздевалки и большой гимнастический зал. Трибуна названа в честь легендарного игрока «Бристоль Сити» Джона Атиео, который провёл за клуб 645 матчей и забил 351 гол (лучший бомбардир в истории команды). Джон умер в 1993 году, за год до открытия новой трибуны. После демонтажа трибуны «Уэдлок» северо-восточный сектор трибуны Атиео использовался для размещения болельщиков команды гостей. После открытия реконструированной трибуны Лансдауна выездные болельщики стали размещаться в западных трёх четвертях трибуны Атиео. Начиная с сезона 2017/18 вся трибуна Атиео целиком используется для болельщиков гостевых команд на футбольных матчах и закрывается на регбийных матчах.

#### Южная трибуна
Южная трибуна была реконструирована после завершения сезона 2014/15 в рамках реконструкции «Аштон Гейт». Она вмещает 6071 зрителя. В отличие от прочих трибун стадиона у неё нет собственного названия.

### Бывшие трибуны

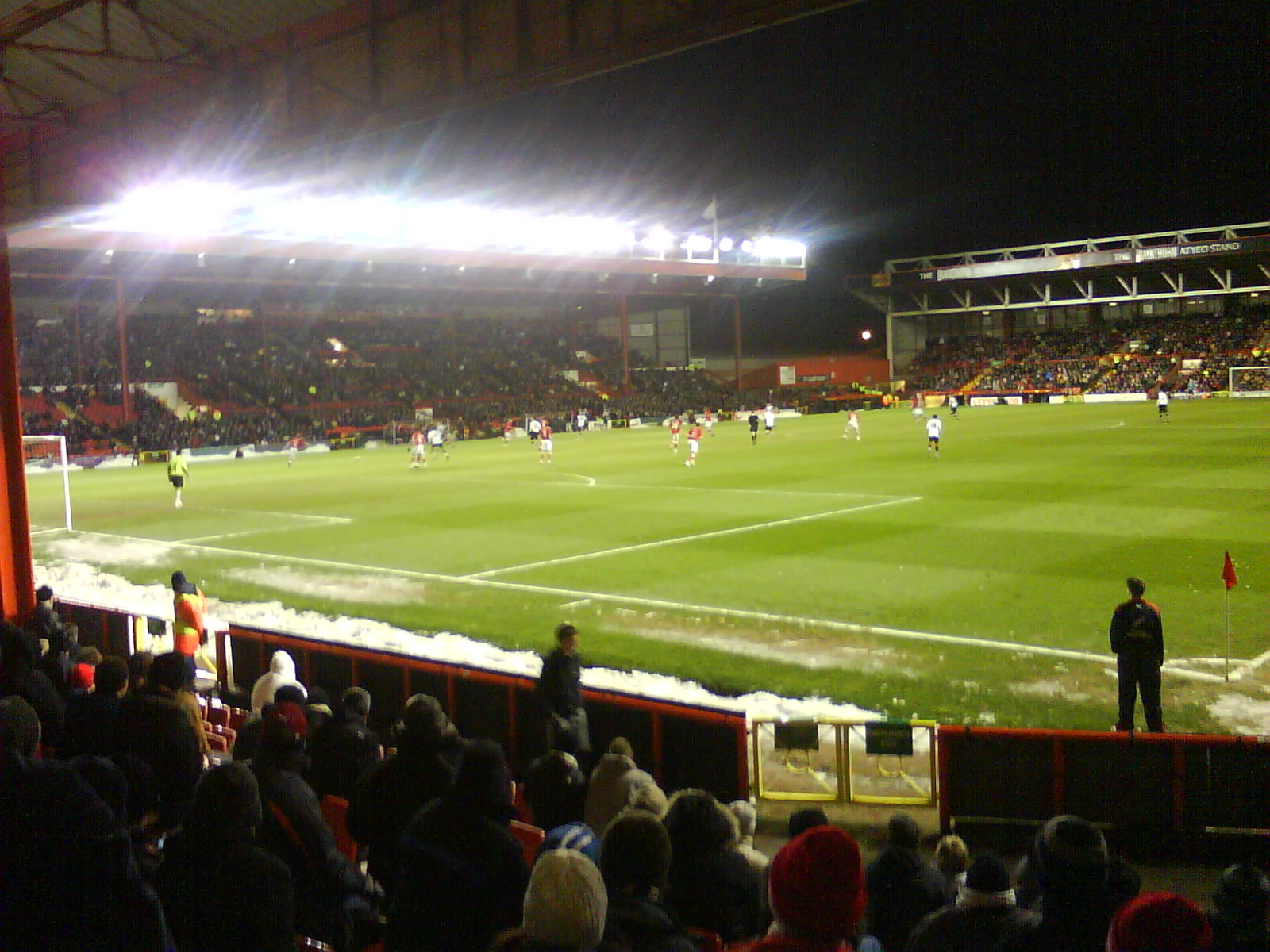
Вид со старой трибуны Уэдлок

#### Уэдлок (восточная трибуна)
Старая восточная трибуна (East End) была демонтирована летом 2014 года и полностью перестроена для соответствия современным стандартам. Она была построена в 1928 году как терраса с крышей, в 1990-е годы она стала полностью сидячей. Трибуна получила своё название в честь легендарного хавбека «Бристоль Сити» Билли Уэдлока. До 1994 года это была трибуна, где традиционно собирались держатели абонементов и болельщики «Бристоль Сити». Трибуна также была известна как «Ист Энд» (East End).

#### Трибуна Уильямса
Трибуна Уильямса (Williams Stand) находилась в юго-западной части стадиона и включала директорские ложи и ложи для прессы. Она была построена в 1958 году. Нижняя часть трибуны была стоячей террасой, известной под названием «Большой загон» (Grand Enclosure), до её реконструкции в 1990-е годы, когда она стала полностью сидячей. Трибуна называлась в честь экс-председателя клуба Деса Уильямса. В июне 2015 года трибуна была демонтирована в рамках работ по реконструкции стадиона.

## Редевелопмент стадиона
«Бристоль Сити» изначально планировал построить новый стадион в районе Аштон Вейл, но получил отказ от городского совета Бристоля. В итоге владельцы клуба приняли решение осуществить редевелопмент существующего стадиона в Аштон Гейт. Планы реконструкции были одобрены в конце 2013 года, а сами работы начались в мае 2014 года, после завершения сезона 2013/14.

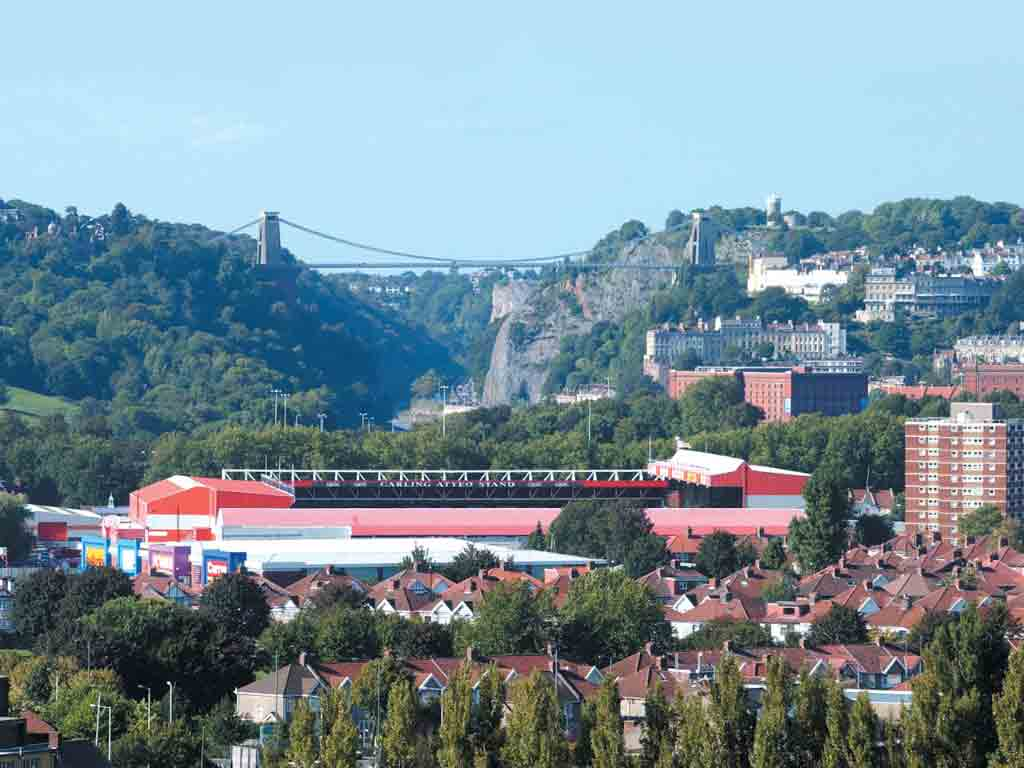
Стадион «Аштон Гейт» и Клифтонский мост на заднем плане

Планы реконструкции включали в себя:
- Демонтаж существующих трибун Уильямса и Уэдлока (Ист Энд) с последующим возведением на их месте новых, более вместительных трибун с VIP-боксами и ложами.
- Расширение существующей трибуны Долмана.
- Сдвиг газона на 5 метров для расширения трибуны Долмана, последующяя укладка нового газона для совместного использования стадиона и для футбольных, и для регбийных матчей.
- Прочие работы по модернизации стадиона для соответствия современным стандартам и увеличения его вместительности до 27 тысяч мест.

Все работы были завершены к началу сезона 2016/17.

### Концерты
На стадионе проводятся концерты. Так, на нём выступали The Who, The Rolling Stones, Брайан Адамс, Нил Даймонд , Bon Jovi и Элтон Джон.